# Wereldkampioenschap voetbal 2018 (Groep C) Denemarken - Frankrijk
Dit artikel gaat over de wedstrijd in de groepsfase in groep C tussen Denemarken en Frankrijk die gespeeld werd op dinsdag 26 juni 2018 tijdens het wereldkampioenschap voetbal 2018. Het duel was de 37e wedstrijd van het toernooi.

## Voorafgaand aan de wedstrijd
- Denemarken stond bij aanvang van het toernooi op de twaalfde plaats van de FIFA-wereldranglijst.[1]
- Frankrijk stond bij aanvang van het toernooi op de zevende plaats van de FIFA-wereldranglijst.[2]
- De confrontatie tussen de nationale elftallen van Denemarken en Frankrijk vond vijftien maal eerder plaats.[3]
- Het duel vond plaats in het Olympisch Stadion Loezjniki in Moskou. Dit stadion werd in 1956 geopend en heeft een capaciteit van 81.000.

## Wedstrijdgegevens[4]
| Datum                | 26 juni 2018                                                                                   | 26 juni 2018                                                                                   |
| Wedstrijdnummer      | 37                                                                                             | 37                                                                                             |
| Stadion              | Olympisch Stadion Loezjniki, Moskou                                                            | Olympisch Stadion Loezjniki, Moskou                                                            |
| Toeschouwers         | 78.011                                                                                         | 78.011                                                                                         |
| Scheidsrechter       | Sandro Ricci                                                                                   | Sandro Ricci                                                                                   |
| Assistenten          | Emerson De Carvalho Marcelo Van Gasse                                                          | Emerson De Carvalho Marcelo Van Gasse                                                          |
| Vierde official      | Gianluca Rocchi                                                                                | Gianluca Rocchi                                                                                |
| Videoscheidsrechters | Mauro Vigliano Wilton Sampaio (assistent) Carlos Astroza (assistent) Tiago Martins (assistent) | Mauro Vigliano Wilton Sampaio (assistent) Carlos Astroza (assistent) Tiago Martins (assistent) |
| Man van de wedstrijd | N'Golo Kanté                                                                                   | N'Golo Kanté                                                                                   |
|                      | Denemarken                                                                                     | Frankrijk                                                                                      |
| Doelpunten           | 0                                                                                              | 0                                                                                              |
| Gele kaarten         | 1                                                                                              | 0                                                                                              |
| Rode kaarten         | 0                                                                                              | 0                                                                                              |
| Wissels              | 3                                                                                              | 3                                                                                              |
| Schoten op doel      | 1                                                                                              | 4                                                                                              |
| Schoten naast doel   | 5                                                                                              | 11                                                                                             |
| Overtredingen        | 10                                                                                             | 10                                                                                             |
| Hoekschoppen         | 4                                                                                              | 2                                                                                              |
| Buitenspel           | 1                                                                                              | 1                                                                                              |
| Vrije trappen        | 11                                                                                             | 11                                                                                             |
| Balbezit (%)         | 38                                                                                             | 62                                                                                             |

| Denemarken | 0 – 0        | Frankrijk |
| | goals        | |
| Åge Hareide | bondscoach   | Didier Deschamps |
| Kasper Schmeichel Simon Kjær Andreas Christensen Thomas Delaney 90+2' Christian Eriksen Martin Braithwaite Mathias Jørgensen Henrik Dalsgaard Jens Stryger Larsen Andreas Cornelius 75' Pione Sisto 60' | opstellingen | Steve Mandanda Presnel Kimpembe Raphaël Varane Antoine Griezmann 68' Thomas Lemar Olivier Giroud Ousmane Dembélé 78' N'Golo Kanté Steven Nzonzi Djibril Sidibé Lucas Hernández 50' |
| Viktor Fischer 60' Kasper Dolberg 75' Lukas Lerager 90+2' | wissels      | 50' Benjamin Mendy 68' Nabil Fekir 78' Kylian Mbappé |
| Mathias Jørgensen 13' | gele kaarten | |
| | rode kaarten | |